# Junior (Röyksopp)
Junior is het derde studioalbum van het Noorse duo Röyksopp. Het album verscheen op 23 maart 2009. Junior is de opvolger van The Understanding, dat dateert uit 2005. Het album telt elf nummers. Als eerste single verscheen Happy Up Here. Het nummer "The Girl and the Robot" verscheen als tweede single. Op dit nummer zingt zangeres Robyn mee. Ook andere zangeressen leverden bijdragen aan het album, te weten Lykke Li, Karin Dreijer Andersson en Anneli Drecker.

## Nummers
1. "Happy Up Here" – 2:43
2. "The Girl and the Robot" – 4:28
3. "Vision One" – 4:59
4. "This Must Be It" – 4:41
5. "Röyksopp Forever" – 4:59
6. "Miss It So Much" – 5:01
7. "Tricky Tricky" – 5:59
8. "You Don't Have a Clue" – 4:33
9. "Silver Cruiser" – 4:36
10. "True to Life" – 5:50
11. "It's What I Want" – 3:06

## Hitnotering
| "Junior" in de Nederlandse Album Top 100 - binnen: 28-03-2009 | "Junior" in de Nederlandse Album Top 100 - binnen: 28-03-2009 | "Junior" in de Nederlandse Album Top 100 - binnen: 28-03-2009 | "Junior" in de Nederlandse Album Top 100 - binnen: 28-03-2009 | "Junior" in de Nederlandse Album Top 100 - binnen: 28-03-2009 | "Junior" in de Nederlandse Album Top 100 - binnen: 28-03-2009 | "Junior" in de Nederlandse Album Top 100 - binnen: 28-03-2009 |
| Week                                                          | 01                                                            | 02                                                            | 03                                                            | 04                                                            | 05                                                            |                                                               |
| ------------------------------------------------------------- | ------------------------------------------------------------- | ------------------------------------------------------------- | ------------------------------------------------------------- | ------------------------------------------------------------- | ------------------------------------------------------------- | ------------------------------------------------------------- |
| Nummer                                                        | 43                                                            | 52                                                            | 65                                                            | 64                                                            | 84                                                            | uit                                                           |